# Інсайд (футбол)

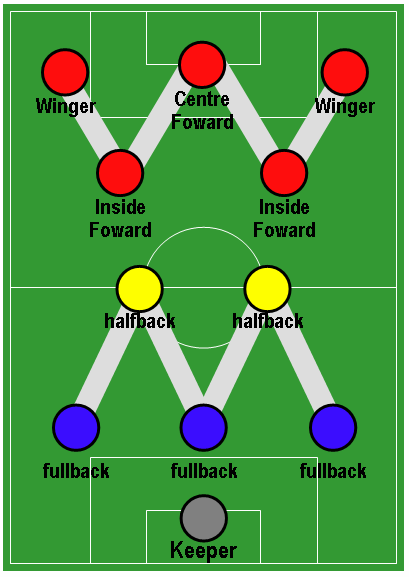
Позиція інсайда у схемі 3-4-3

Інсайд — футбольна позиція. Інсайди розташовуються між крайнім і центральним нападниками. Дана позиція була присутня в класичних схемах «піраміда» та «дубль-ве». При атаці вони розташовуються за напрямом приблизно під 45° до воріт, а в «дубль-ве» при цьому — трохи позаду інших форвардів і їм асистують. В даний час відповідні функції виконує півзахист, а іноді і крайні захисники при підключенні в атаку.